# جوناس سالی
جوناس سالی (انگلیسی: Jonas Salley؛ زادهٔ ۱۶ مارس ۱۹۸۲) بازیکن فوتبال اهل استرالیا است. 
از باشگاه‌هایی که در آن بازی کرده‌است می‌توان به باشگاه فوتبال گولدکوست یونایتد، باشگاه فوتبال آدلاید یونایتد، باشگاه فوتبال بیجینگ رن، و باشگاه فوتبال سیدنی اشاره کرد.